# Icchak Cukierman

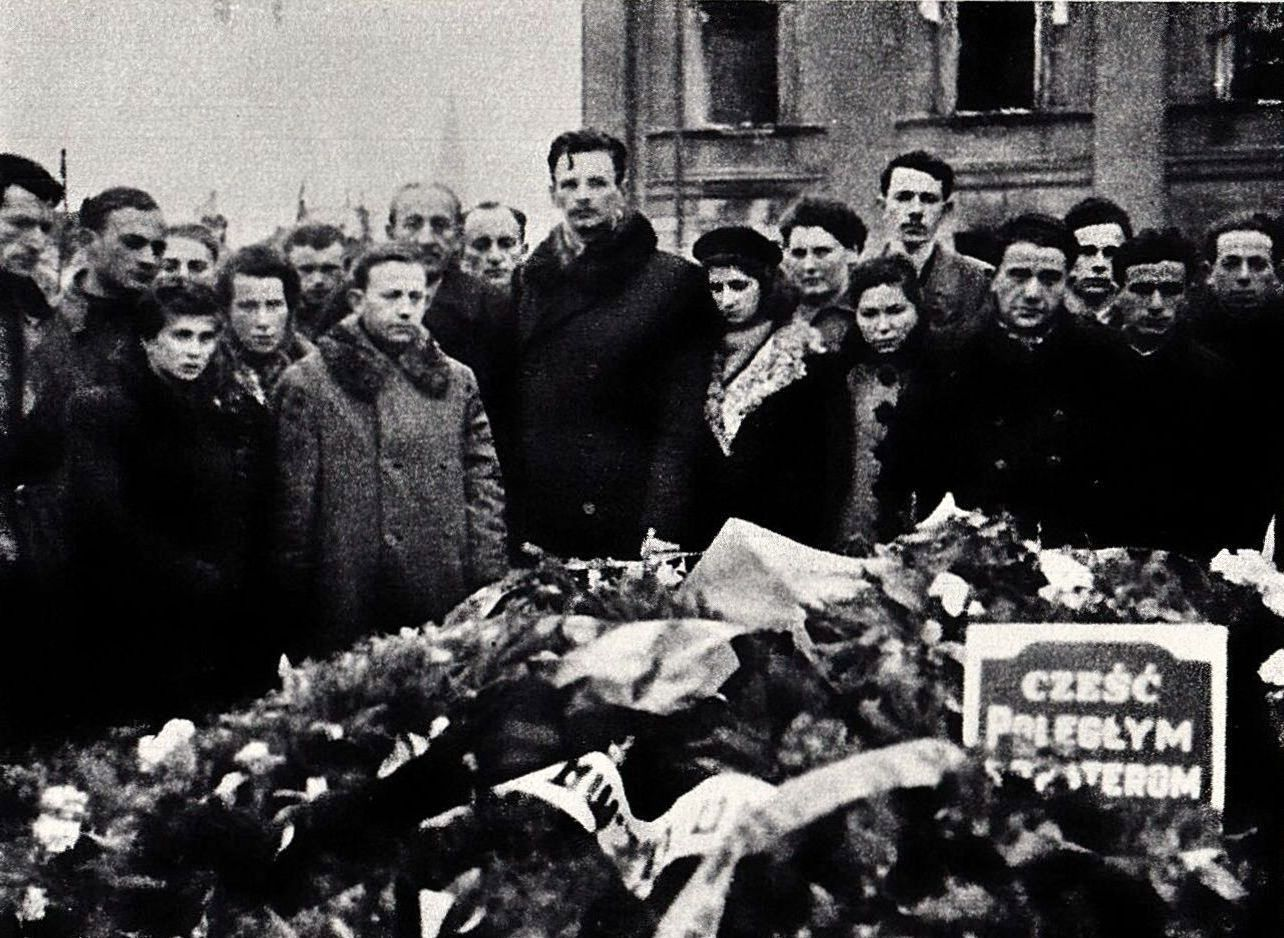
Cerimònia del 19 d'abril de 1945 als Herois caiguts del gueto de Varsòvia

Icchak «Antek» Cukierman (Vílnius, Lituània, 1915 - Lohamey ha-Geta'ot, Estat d'Israel, 1981) va ser un dels líders de l'Aixecament del Gueto de Varsòvia durant la Segona Guerra Mundial. És conegut també com a Yitzhak Zuckerman, adaptació a l'anglès del seu nom.

## Segona Guerra Mundial
Nascut a Vílnius en una família jueva. De jove es feu simpatitzant del socialisme i del sionisme. Durant la invasió alemanya i soviètica de Polònia de 1939 es trobà a l'àrea de control de l'Exèrcit Roig, on va prendre part activa en la creació de diverses organitzacions clandestines socialistes jueves. Al començament de 1940 es va traslladar a Varsòvia, on es va convertir en un dels líders del moviment juvenil Dror Hechaluc, juntament amb la seva futura esposa Zivia Lubetkin. El 1941, va ser un dels comandants de Żydowska Organizacja Bojowa (ŻOB, «Organització Jueva de Combat»). Va fer d'enllaç entre els comandants de la ŻOB i els comandants de les organitzacions poloneses de la resistència Armia Krajowa i Armia Ludowa. El 22 de desembre de 1942, va atacar juntament amb altres dos còmplices un cafè a Cracòvia que era utilitzat per la SS i la Gestapo. Cukierman, tot i ferit, va aconseguir escapar pels pèls. Els seus dos camarades van ser capturats i morts.
Durant el 1943, va treballar en el «sector ari» de Varsòvia per a proveir d'armes i munició l'Aixecament del Gueto quan aquest va esclatar. Tot i que incapaç d'entrar al gueto i unir-se als seus camarades, va resultar ser un enllaç fonamental entre les forces de la resistència de dins del gueto i les de l'exterior. Juntament amb Simcha «Kazik» Rotem, va organitzar la fugida dels combatents supervivents del ŻOB a través dels embornals. Durant el posterior Aixecament de Varsòvia de 1944, va dirigir una petita tropa de 22 supervivents de la revolta del gueto amb els quals va lluitar contra els alemanys en les files de l'Armia Ludowa.

## Vida durant la postguerra
Després de la guerra va formar part de la xarxa Berihah, que transportava refugiats jueus d'Europa central i de l'est a Palestina de forma clandestina. El 1947, ell mateix va fer aquest viatge, assentant-se en el que aviat seria l'Estat d'Israel. Allí, juntament amb la seva esposa Zivia, amb veterans del gueto i altres partisans, van fundar el quibuts Lohamey ha-Geta'ot i el museu Casa dels Lluitadors del Gueto que commemora els qui van lluitar contra els nazis. La Casa té un centre d'estudis que porta el seu nom i el de la seva esposa.
El 1961 va comparèixer com a testimoni en el judici contra el criminal de guerra nazi Adolf Eichmann a Jerusalem. Cukierman va morir el 1981, en el quibuts que havia fundat. Un enregistrament d'una llarga entrevista que va fer el 1976 va ser ampliada i convertida en el llibre Sheva ha-Shanim ha-Hen: 1939-1946, publicat el 1991. La seva neta va ser la primera dona pilot de combat de la força aèria israeliana.